# Células A20
Las células A20, también llamadas ATCC TIB-208, son una línea celular derivada originalmente del linfoma de células B en un ratón BALB/c antiguo. Las células A20 se utilizan en la investigación médica, como la detección de fármacos o la selección de objetivos de vacunas.